# Sebastião Amorim Gimenez
Sebastião Amorim Gimenez, detto Tião (Rio de Janeiro, 31 maggio 1925 – ...), è stato un cestista brasiliano.

## Carriera
Con il Brasile ha disputato i Campionati mondiali del 1950 e i Giochi olimpici di Helsinki 1952.